# 第77回都市対抗野球大会予選
第77回都市対抗野球大会予選では、第77回都市対抗野球大会本戦出場に至るまでの全537試合の結果をまとめたものである。なお、代表決定戦以外でのコールドゲーム、延長戦のイニングについては記していない。

## 北海道地区

### 1次予選
- 1回戦

北海道マーリンズ　3－2　社会福祉法人幸清会
札幌ホーネッツ　21－3　札幌ブルーマックス
旭川グレートベアーズ　4－0　旭川自衛隊
札幌倶楽部　8－7　WEEDしらおい
帯広倶楽部　13－0　森倶楽部
小樽野球協会　10－2　札幌ブルーインズ
オール苫小牧　10－2　函館太洋倶楽部
ウイン北広島　6－3　ブレーブくしろ
- 2回戦

札幌ホーネッツ　8－4　北海道マーリンズ
札幌倶楽部　18－1　旭川グレートベアーズ
小樽野球協会　7－1　帯広倶楽部
ウイン北広島　7－2　オール苫小牧
- 3回戦

JR北海道　10－0　札幌ホーネッツ
航空自衛隊千歳　11－1　札幌倶楽部
NTT北海道　8－0　小樽野球協会
室蘭シャークス　9－0　ウイン北広島
- 敗者復活1回戦

札幌倶楽部　8－5　札幌ホーネッツ
ウイン北広島　3－0　小樽野球協会
- 敗者復活2回戦

札幌倶楽部　7－6　ウイン北広島
- 代表決定戦

JR北海道　17－2　航空自衛隊千歳
NTT北海道　8－5　室蘭シャークス
- 第3代表決定戦

室蘭シャークス　13－2　航空自衛隊千歳
- 第4代表決定戦

航空自衛隊千歳　4－3　札幌倶楽部
JR北海道、NTT北海道、室蘭シャークス、航空自衛隊千歳が2次予選進出

### 2次予選
- リーグ戦

第1戦　NTT北海道　9－3　室蘭シャークス
第2戦　JR北海道　11－1　航空自衛隊千歳
第3戦　NTT北海道　11－0　航空自衛隊千歳
第4戦　JR北海道　8－0　室蘭シャークス
第5戦　JR北海道　3－2　NTT北海道　（延長11回）
第6戦　航空自衛隊千歳　4－3　室蘭シャークス
（最終成績　1位：JR北海道（3勝）、2位：NTT北海道（2勝1敗）、3位：航空自衛隊千歳（1勝2敗）、4位：室蘭シャークス（3敗）
JR北海道が本戦出場

## 東北地区

### 青森県1次予選
- 1回戦

三菱製紙八戸クラブ　18－0　オール青森クラブ
- 2回戦

自衛隊青森　2－1　金木BLIZZARD
全弘前倶楽部　4－1　三菱製紙八戸クラブ
- 敗者復活1回戦

金木BLIZZARD　4－1　オール青森クラブ
- 敗者復活2回戦

三菱製紙八戸クラブ　7－3　金木BLIZZARD
- 第1代表決定戦

自衛隊青森　5－0　全弘前倶楽部
- 第2代表決定戦

三菱製紙八戸クラブ　14－1　全弘前倶楽部
自衛隊青森、三菱製紙八戸クラブが東北2次予選に進出

### 山形県1次予選
- 1回戦

天童エンジェルス　（不戦勝）　マリーンベースボールクラブ酒田
新庄球友クラブ　11－4　鶴岡野球クラブ
- 準決勝

山形しあわせ銀行　8－1　天童エンジェルス
新庄球友クラブ　9－1　米沢中央和牛屋
- 代表決定戦

山形しあわせ銀行　10－3　新庄球友クラブ
山形しあわせ銀行が東北2次予選に進出

### 秋田県1次予選
- 1回戦

秋田王冠クラブ　9－4　大曲ベースボールクラブ
由利本荘ベースボールクラブ　6－2　秋田経法大校友クラブ
- 2回戦

能代松陵クラブ　16－1　互大設備ダイヤモンドクラブ
TDK　8－1　秋田王冠クラブ
JR秋田　10－4　秋田ベースボールクラブ
ユーランドクラブ　11－4　由利本荘ベースボールクラブ
- 準決勝

TDK　7－0　能代松陵クラブ
ユーランドクラブ　13－2　JR秋田
- 代表決定戦

TDK　4－0　ユーランドクラブ
TDKが東北2次予選に進出

### 岩手県1次予選
- 1回戦

一戸桜陵クラブ　7－4　盛岡市立クラブ
久慈クラブ　17－6　盛友クラブ
宮古倶楽部　5－0　盛岡倶楽部
フェズント岩手　10－0　福高クラブ
北上REDS　5－1　オール不来方
岩手21赤べこ野球軍団　7－0　一関クラブ
遠野クラブ　6－3　黒陵クラブ
- 2回戦

JR盛岡　10－1　一戸桜陵クラブ
久慈クラブ　12－5　前沢野球倶楽部
オール江刺　9－7　宮古倶楽部
水沢駒形野球倶楽部　7－4　フェズント岩手
北上REDS　10－0　高田クラブ
岩手21赤べこ野球軍団　10－0　大槌倶楽部
遠野クラブ　20－1　盛工クラブ
矢巾硬式クラブ　6－2　赤崎野球クラブ
- 準々決勝

JR盛岡　5－1　久慈クラブ
水沢駒形野球倶楽部　13－9　オール江刺
岩手21赤べこ野球軍団　7－0　北上REDS
遠野クラブ　6－4　矢巾硬式クラブ
- 準決勝

水沢駒形野球倶楽部　11－4　JR盛岡
岩手21赤べこ野球軍団　5－0　遠野クラブ
- 敗者復活戦

JR盛岡　8－1　遠野クラブ
- 第1代表決定戦

岩手21赤べこ野球軍団　8－0　水沢駒形野球倶楽部
- 第2代表決定戦

水沢駒形野球倶楽部　12－2　JR盛岡
岩手21赤べこ野球軍団、水沢駒形野球倶楽部が東北2次予選に進出

### 宮城県1次予選
- クラブ予選

北杜学園クラブ　12－6　青葉クラブ
TFUクラブ　（不戦勝）　石巻日和倶楽部
白山クラブ　13－6　サニークラブ
S・Aクラブ　17－10　登米クラブ
- 1回戦

JR東日本東北　15－1　白山クラブ
日本製紙石巻　19－2　S・Aクラブ
NTTグループ東北マークス　11－1　北杜学園クラブ
七十七銀行　10－0　TFUクラブ
- 敗者復活1回戦

白山クラブ　13－12　S・Aクラブ
北杜学園クラブ　11－4　TFUクラブ
- 準決勝（代表決定戦）

JR東日本東北　4－0　日本製紙石巻
七十七銀行　8－1　NTTグループ東北マークス
- 敗者復活戦2回戦（代表決定戦）

NTTグループ東北マークス　8－1　白山クラブ
日本製紙石巻　8－2　北杜学園クラブ
- 決勝

七十七銀行　3－2　JR東日本東北
- 3位決定戦

NTTグループ東北マークス　8－7　日本製紙石巻
七十七銀行、JR東日本東北、NTTグループ東北マークス、日本製紙石巻が東北2次予選に進出

### 福島県1次予選
- 1回戦

自衛隊福島　7－1　あぶくまベースボールクラブ
福島高専ホープス　7－4　川俣クラブ
ALL北嶺　4－3　オール喜多方クラブ
保原クラブ　4－3　オール双葉野球クラブ
飯野クラブ　13－6　ニュー相馬クラブ
二本松クラブ　10－9　会津クラブ
いわき菊田クラブ　4－3　田島硬式野球クラブ
北斗野球クラブ　5－4　表郷硬友クラブ
- 2回戦

福島硬友クラブ　6－2　自衛隊福島
福島高専ホープス　3－1　全白河野球クラブ
福島クラブ　9－1　ALL北嶺
保原クラブ　12－10　小峰クラブ
郡山ベースボールクラブ　11－10　飯野クラブ
いわき菊田クラブ　5－1　岩瀬書店クラブ
オールいわきクラブ　8－2　北斗野球クラブ
須賀川クラブ　9－3　二本松クラブ
- 準々決勝

福島高専ホープス　3－1　福島硬友クラブ
須賀川クラブ　9－1　郡山ベースボールクラブ
保原クラブ　5－4　福島クラブ
オールいわきクラブ　7－0　いわき菊田クラブ
- 準決勝（代表決定戦）

福島高専ホープス　5－0　保原クラブ
須賀川クラブ　7－6　オールいわきクラブ
- 決勝

福島高専ホープス　4－1　須賀川クラブ
福島高専ホープス、須賀川クラブが東北2次予選に進出

### 東北2次予選
- 予選Aリーグ

第1戦　七十七銀行　16－1　三菱製紙八戸クラブ
第2戦　TDK　7－0　三菱製紙八戸クラブ
第3戦　TDK　6－2　七十七銀行
（1位：TDK（2勝）、2位：七十七銀行（1勝1敗）、3位：三菱製紙八戸クラブ（2敗））
- 予選Bリーグ

第1戦　日本製紙石巻　10－10　須賀川クラブ
第2戦　岩手21赤べこ野球軍団　20－0　須賀川クラブ
第3戦　岩手21赤べこ野球軍団　10－0　日本製紙石巻
（1位：岩手21赤べこ野球軍団（2勝）、2位：日本製紙石巻（1分1敗）、3位：須賀川クラブ（1分1敗））
- 予選Cリーグ

第1戦　NTTグループ東北マークス　3－1　水沢駒形野球倶楽部
第2戦　水沢駒形野球倶楽部　11－0　福島高専ホープス
第3戦　NTTグループ東北マークス　2－1　福島高専ホープス
（1位：NTTグループ東北マークス（2勝）、2位：水沢駒形野球倶楽部（1勝1敗）、3位：福島高専ホープス（2敗））
- 予選Dリーグ

第1戦　JR東日本東北　10－0　自衛隊青森
第2戦　山形しあわせ銀行　4－1　自衛隊青森
第3戦　JR東日本東北　7－0　山形しあわせ銀行
（1位：JR東日本東北（2勝）、2位：山形しあわせ銀行（1勝1敗）、3位：自衛隊青森（2敗））
- 第1代表決定トーナメント1回戦

岩手21赤べこ野球軍団　3－1　TDK
JR東日本東北　7－2　NTTグループ東北マークス
- 第2代表決定トーナメント1回戦

七十七銀行　8－4　日本製紙石巻
山形しあわせ銀行　5－2　水沢駒形野球倶楽部
- 第2代表決定トーナメント2回戦

七十七銀行　5－3　NTTグループ東北マークス
TDK　8－1　山形しあわせ銀行
- 第2代表決定トーナメント3回戦

TDK　4－2　七十七銀行
- 第1代表決定戦

JR東日本東北　6－2　岩手21赤べこ野球軍団
- 第2代表決定戦

TDK　2－1　岩手21赤べこ野球軍団
JR東日本東北、TDKが本戦出場

## 北関東地区

### 群馬県1次予選
- 1回戦

伊勢崎硬建クラブ　3－1　太田球友野球倶楽部
大泉硬友野球クラブ　15－10　全前橋野球倶楽部
全吾妻硬式野球倶楽部　14－10　全桐生硬友クラブ
オール高崎野球クラブ　7－2　アゼリア館林硬式野球クラブ
- 2回戦（代表決定戦）

伊勢崎硬建クラブ　15－0　大泉硬式野球クラブ
オール高崎野球倶楽部　8－0　全吾妻硬式野球倶楽部
- 準決勝

伊勢崎硬建クラブ　4－0　オール高崎野球倶楽部
- 決勝

富士重工業　4－2　伊勢崎硬建クラブ
富士重工業、伊勢崎硬建クラブ、オール高崎野球倶楽部が北関東2次予選に進出

### 栃木県1次予選
- 1回戦

佐野日大クラブ　10－1　全宇都宮野球クラブ
THREE NINE CLUB　13－4　全鹿沼倶楽部
作新クラブ　14－0　犬飼クラブ
- 2回戦

ガッツ全栃木野球クラブ　12－6　宇工OBクラブ
全足利クラブ　22－2　佐野日大クラブ
THREE NINE CLUB　9－2　コットンウェイ硬式野球倶楽部
宇都宮大学OBクラブ　12－5　作新クラブ
- 準決勝（代表決定戦）

全足利クラブ　14－0　ガッツ全栃木野球クラブ
THREE NINE CLUB　4－2　宇都宮大学OBクラブ
- 決勝

全足利クラブ　11－2　THREE NINE CLUB
全足利クラブ、THREE NINE CLUBが北関東2次予選に進出

### 茨城県1次予選
- クラブ1回戦

全東海野球団　10－3　全神栖硬式野球クラブ
大宮クラブ　9－6　鉾田硬式野球クラブ
- クラブ2回戦

茨城ゴールデンゴールズ　15－3　全東海野球団
全日立ドリームズ　14－3　全フィフティ小川
全水戸野球クラブ　4－1　全鹿嶋野球倶楽部
鹿島レインボーズ　7－0　大宮クラブ
- クラブ準決勝

茨城ゴールデンゴールズ　4－2　全日立ドリームズ
鹿島レインボーズ　10－1　全水戸野球クラブ
- クラブ決勝

鹿島レインボーズ　8－7　茨城ゴールデンゴールズ
- 決勝トーナメント準決勝（代表決定戦）

日立製作所　13－2　鹿島レインボーズ
住友金属鹿島　8－0　JR水戸
- 決勝トーナメント決勝

日立製作所　8－5　住友金属鹿島
- 第3代表決定戦

JR水戸　2－1　鹿島レインボーズ
日立製作所、住友金属鹿島、JR水戸が北関東2次予選に進出

### 北関東2次予選
- 1回戦

富士重工業　10－0　THREE NINE CLUB
日立製作所　13－3　オール高崎野球倶楽部
JR水戸　7－5　全足利クラブ
住友金属鹿島　8－1　伊勢崎硬建クラブ
- リーグ戦

第1戦　富士重工業　6－1　JR水戸
第2戦　日立製作所　9－2　住友金属鹿島
第3戦　日立製作所　14－4　JR水戸
第4戦　住友金属鹿島　6－5　富士重工業
第5戦　住友金属鹿島　10－0　JR水戸
第6戦　富士重工業　8－1　日立製作所
（JR水戸を除く3チームが2勝1敗で並んだためプレーオフへ）
- プレーオフ

第1戦　住友金属鹿島　5－4　日立製作所
第2戦　富士重工業　3－0　住友金属鹿島
第3戦　日立製作所　5－4　富士重工業
（3チームが1勝1敗で並んだため再プレーオフへ）
- 再プレーオフ

第1戦　住友金属鹿島　6－5　日立製作所
第2戦　富士重工業　11－4　住友金属鹿島
第3戦　日立製作所　3－1　富士重工業
（3チームが1勝1敗で並んだため再々プレーオフへ）
- 再々プレーオフ

第1戦　富士重工業　4－2　日立製作所
第2戦　住友金属鹿島　4－1　富士重工業
第3戦　住友金属鹿島　4x－3　日立製作所　（延長11回）
（1位：住友金属鹿島（2勝）、2位：富士重工業（1勝1敗）、3位：日立製作所（2敗））
住友金属鹿島、富士重工業が本戦出場

## 南関東地区

### 埼玉県1次予選
- 1回戦

都幾川倶楽部野球団　16－6　全三郷硬式野球団
所沢グリーンベースボールクラブ　16－8　ウェルネス彩ベースボールクラブ
レジェンズ　5－1　松山OB野球団
- 2回戦

都幾川倶楽部野球団　11－0　川口球友クラブ
所沢グリーンベースボールクラブ　14－5　全熊谷硬式野球クラブ
レジェンズ　5－2　かみかわ野球クラブ
全浦和野球団　4－2　全大宮野球団
- 敗者復活1回戦

松山OB野球団　9－8　全大宮野球団
川口球友クラブ　6－5　かみかわ野球クラブ
ウェルネス彩ベースボールクラブ　9－2　全三郷硬式野球団
- 敗者復活2回戦

全熊谷硬式野球クラブ　18－1　松山OB野球団
ウェルネス彩ベースボールクラブ　8－2　川口球友クラブ
- 3回戦

所沢グリーンベースボールクラブ　9－6　都幾川倶楽部野球団
全浦和野球団　3－1　レジェンズ
- 敗者復活3回戦

レジェンズ　6－5　全熊谷硬式野球クラブ
ウェルネス彩ベースボールクラブ　7－6　都幾川倶楽部野球団
- 準決勝（代表決定戦）

ホンダ　10－0　所沢グリーンベースボールクラブ
日本通運　11－0　全浦和野球団
- 敗者復活4回戦

所沢グリーンベースボールクラブ　7－4　レジェンズ
ウェルネス彩ベースボールクラブ　4－3　全浦和野球団
- 決勝

ホンダ　13－3　日本通運
- 第3代表決定戦

所沢グリーンベースボールクラブ　3－1　ウェルネス彩ベースボールクラブ
ホンダ、日本通運、所沢グリーンベースボールクラブが南関東2次予選に進出

### 千葉県1次予選
- クラブ1回戦

千葉熱血MAKING　5－3　松戸B.C TYR
東金球友倶楽部　7－5　NODA BASEBALL CLUB
サウザンリーフ市原　17－0　YBCフェニーズ
- クラブ2回戦

千葉熱血MAKING　7－2　JR千葉支社硬式野球クラブ
サウザンリーフ市原　11－0　東金球友倶楽部
- クラブ5位決定戦

JR千葉支社硬式野球クラブ　6－5　東金球友倶楽部
- クラブ決勝

サウザンリーフ市原　11－0　千葉熱血MAKING
- 準決勝（代表決定戦）

JFE東日本　15－0　千葉熱血MAKING
かずさマジック　4－0　サウザンリーフ市原
- 決勝

かずさマジック　4－1　JFE東日本
- 第3代表決定戦

サウザンリーフ市原　8－1　千葉熱血MAKING
かずさマジック、JFE東日本、サウザンリーフ市原が南関東2次予選に進出

### 山梨県1次予選
- 1回戦

山梨球友クラブ　3－0　桂クラブ
- 準決勝（代表決定戦）

南アルプス硬式野球クラブ　8－3　市川クラブ
大富士BASEBALL CREW　1－0　山梨球友クラブ
- 決勝

大富士BASEBALL CREW　6－0　南アルプス硬式野球クラブ
大富士BASEBALL CREW、南アルプス硬式野球クラブが南関東2次予選に進出

### 南関東2次予選
- 1回戦

ホンダ　14－1　南アルプス硬式野球クラブ
JFE東日本　2－0　所沢グリーンベースボールクラブ
日本通運　14－0　サウザンリーフ市原
かずさマジック　1－0　大富士BASEBALL CREW
- 敗者復活1回戦

所沢グリーンベースボールクラブ　3－2　南アルプス硬式野球クラブ
サウザンリーフ市原　12－0　大富士BASEBALL CREW
- 準決勝

ホンダ　5－0　JFE東日本
日本通運　2－1　かずさマジック
- 敗者復活2回戦

かずさマジック　10－0　所沢グリーンベースボールクラブ
JFE東日本　10－0　サウザンリーフ市原
- 敗者復活3回戦

JFE東日本　4－1　かずさマジック
- 第1代表決定戦

ホンダ　10－2　日本通運
- 第2代表決定戦

JFE東日本　7－3　日本通運
ホンダ、JFE東日本が本戦出場、日本通運は関東2次予選に進出

## 東京地区

### 1次予選
- 1回戦

東京城南CLUB　10－6　東京L.B.C
熊球クラブ　3－1　武蔵野クラブ
WIEN'94　10－3　全調布硬式野球倶楽部
東京弥生クラブ　5－1　REVENGE99
- 2回戦

西多摩倶楽部　7－0　東京城南CLUB
全府中野球倶楽部　9－2　熊球クラブ
WIEN'94　7－5　ABC東京野球クラブ
東京好球倶楽部　4－2　東京弥生クラブ
- 3回戦

西多摩倶楽部　10－5　日本ウェルネススポーツ専門学校
シダックス　10－2　全府中野球倶楽部
セガサミー　16－0　WIEN'94
明治安田生命　5－1　東京好球倶楽部
- 敗者復活1回戦

全府中野球倶楽部　7－2　日本ウェルネススポーツ専門学校
東京好球倶楽部　7－0　WIEN'94
- 代表決定戦

シダックス　13－5　西多摩倶楽部
セガサミー　6－5　明治安田生命
- 敗者復活代表決定戦

明治安田生命　2－1　全府中野球倶楽部
西多摩倶楽部　11－3　東京好球倶楽部
シダックス、セガサミー、明治安田生命、西多摩倶楽部が2次予選進出

### 2次予選
- 1回戦

NTT東日本　4－1　シダックス
鷺宮製作所　7－0　西多摩倶楽部
セガサミー　3－2　東京ガス
明治安田生命　5－0　JR東日本
- 敗者復活1回戦

シダックス　14－1　西多摩倶楽部
JR東日本　2－1　東京ガス
- 準決勝

NTT東日本　9－2　鷺宮製作所
セガサミー　7－4　明治安田生命
- 敗者復活2回戦

明治安田生命　9－6　シダックス
JR東日本　8－5　鷺宮製作所
- 敗者復活3回戦

JR東日本　7－1　明治安田生命
- 第1代表決定戦

NTT東日本　6－1　セガサミー
- 第2代表決定戦

JR東日本　6－0　セガサミー
- 第3代表決定戦

明治安田生命　3－1　セガサミー　（延長10回）
NTT東日本、JR東日本、明治安田生命が本戦出場、セガサミーは関東2次予選に進出

## 神奈川地区

### 1次予選
- 1回戦

慶應EMANON　11－5　小田原フレンドリークラブ
神奈川BBトリニティーズ　5－3　全川崎クラブ
横浜球友クラブ　10－2　WIEN BASEBALL CLUB
マルユウベースボールクラブ湘南　3－0　国際総合伊勢原クラブ
横浜DWBC　5－1　京浜野球倶楽部
- 2回戦

相模原クラブ　10－0　慶應EMANON
神奈川BBトリニティーズ　8－2　横浜球友クラブ
マルユウベースボールクラブ湘南　5－3　旭中央クラブ
横浜金港クラブ　8－1　横浜DWBC
- 準決勝（代表決定戦）

神奈川BBトリニティーズ　4－2　相模原クラブ
横浜金港クラブ　11－2　マルユウベースボールクラブ湘南
- 第3代表決定戦

相模原クラブ　9－6　マルユウベースボールクラブ湘南
- 決勝

神奈川BBトリニティーズ　7－5　横浜金港クラブ
神奈川BBトリニティーズ、横浜金港クラブ、相模原クラブが2次予選進出

### 2次予選
- 1回戦

東芝　11－0　相模原クラブ
三菱重工横浜硬式野球クラブ　7－3　三菱ふそう川崎
新日本石油ENEOS　10－0　神奈川BBトリニティーズ
日産自動車　10－0　横浜金港クラブ
- 敗者復活1回戦

三菱ふそう川崎　10－0　相模原クラブ
神奈川BBトリニティーズ　6－2　横浜金港クラブ
- 準決勝

東芝　3－2　三菱重工横浜硬式野球クラブ
日産自動車　4－3　新日本石油ENEOS
- 敗者復活2回戦

三菱重工横浜硬式野球クラブ　4－0　神奈川BBトリニティーズ
三菱ふそう川崎川崎　6－1　新日本石油ENEOS
- 敗者復活3回戦

三菱ふそう川崎　10－1　三菱重工横浜硬式野球クラブ
- 第1代表決定戦

東芝　5－2　日産自動車
- 第2代表決定戦

三菱ふそう川崎　5－4　日産自動車
- 第3代表決定戦

日産自動車　7－2　三菱重工横浜硬式野球クラブ
東芝、三菱ふそう川崎、日産自動車が本戦出場、三菱重工横浜硬式野球クラブは関東2次予選に進出

## 関東地区
- リーグ戦

第1戦　日本通運　3－0　三菱重工横浜硬式野球クラブ
第2戦　三菱重工横浜硬式野球クラブ　6－3　セガサミー
第3戦　日本通運　7－5　セガサミー
（1位：日本通運（2勝）、2位：三菱重工横浜硬式野球クラブ（1勝1敗）、3位：セガサミー（2敗））
日本通運が本戦出場

## 東海地区

### 静岡県1次予選
- 1回戦

陸上自衛隊富士学校　1－0　ヤマハ発動機野球部
中電硬式野球クラブ　8－6　ZERO硬式野球クラブ
富士クラブ　9－1　浜松ウナポンズ静岡
静岡硬式野球倶楽部　4－3　浜松ケイ・スポーツBC
- 準決勝

中電硬式野球クラブ　（不戦勝）　陸上自衛隊富士学校
静岡硬式野球倶楽部　13－8　富士クラブ
- 決勝（代表決定戦）

中電硬式野球クラブ　4－2　静岡硬式野球倶楽部
中電硬式野球クラブが東海2次予選に進出、静岡硬式野球倶楽部は愛知・三重県との合同1次予選に出場

### 愛知・三重県1次予選
- 1回戦

明野レジェンズ　8－6　三重高虎ベースボールクラブ
愛知ベースボール倶楽部　7－1　奥伊勢クラブ
名古屋ウェルネススポーツカレッジ　4－3　オール三重クラブ
- 準決勝

愛知ベースボール倶楽部　5－4　明野レジェンズ
名古屋ウェルネススポーツカレッジ　18－1　愛知工業大学OBクラブ
- 決勝（代表決定戦）

名古屋ウェルネススポーツカレッジ　4－0　愛知ベースボール倶楽部
名古屋ウェルネススポーツカレッジが東海2次予選に進出、愛知ベースボール倶楽部は静岡県との合同1次予選に出場

### 静岡・愛知・三重県1次予選
- 代表決定戦

愛知ベースボール倶楽部　12－2　静岡硬式野球倶楽部
愛知ベースボール倶楽部が東海2次予選に進出

### 東海2次予選
- 予選リーグAグループ

第1戦　三菱自動車岡崎　5－1　ヤマハ
第2戦　JR東海　5－2　東邦ガス
第3戦　ヤマハ　3－1　東邦ガス
第4戦　JR東海　4－3　三菱自動車岡崎
第5戦　ヤマハ　3－2　JR東海
第6戦　東邦ガス　7－0　三菱自動車岡崎
（予選結果　1位：ヤマハ（2勝1敗）、2位：JR東海（2勝1敗）、3位：東邦ガス（1勝2敗）、4位：三菱自動車岡崎（1勝2敗））
（1位、2位と3位、4位は直接対決の結果で決定）
- 予選リーグBグループ

第1戦　ホンダ鈴鹿　9－3　西濃運輸
第2戦　一光　5－2　東海REX
第3戦　西濃運輸　4－2　東海REX
第4戦　一光　3－1　ホンダ鈴鹿
第5戦　西濃運輸　8－5　一光
第6戦　ホンダ鈴鹿　20－7　東海REX
（予選結果　1位：ホンダ鈴鹿（2勝1敗）、2位：一光（2勝1敗）、3位：西濃運輸（2勝1敗）、4位：東海REX（3敗））
（1位～3位は総得失点差順で決定）
- 予選リーグCグループ

第1戦　トヨタ自動車　6－1　三菱重工名古屋
第2戦　東海理化　3－0　王子製紙
第3戦　トヨタ自動車　13－3　王子製紙
第4戦　三菱重工名古屋　5－0　東海理化
第5戦　トヨタ自動車　1－0　東海理化
第6戦　三菱重工名古屋　2－1　王子製紙
（予選結果　1位：トヨタ自動車（3勝）、2位：三菱重工名古屋（2勝1敗）、3位：東海理化（1勝2敗）、4位：王子製紙（3敗））
（各リーグの1位は代表決定戦、2位は3回戦、3位は2回戦、4位と1次予選通過チームは1回戦にそれぞれ出場）
- 1回戦

三菱自動車岡崎　5－0　名古屋ウェルネススポーツカレッジ
東海REX　3－2　愛知ベースボール倶楽部
王子製紙　19－0　中電硬式野球クラブ
- 2回戦

西濃運輸　10－3　三菱自動車岡崎
東海理化　2－1　東海REX
王子製紙　2－1　東邦ガス
- 3回戦

西濃運輸　13－11　三菱重工名古屋
JR東海　2－0　東海理化
一光　5－2　王子製紙
- 敗者復活トーナメント1回戦

東海REX　4－1　王子製紙
東邦ガス　10－4　三菱重工名古屋
三菱自動車岡崎　7－1　東海理化
- 代表決定戦

西濃運輸　9－1　ヤマハ
ホンダ鈴鹿　5－0　JR東海
トヨタ自動車　6－4　一光
- 敗者復活トーナメント代表決定戦

ヤマハ　4－3　東海REX
JR東海　3－1　東邦ガス
三菱自動車岡崎　3－0　一光
- 順位決定トーナメント1回戦

トヨタ自動車　7－1　ホンダ鈴鹿
ヤマハ　8－5　JR東海
- 順位決定トーナメント決勝

トヨタ自動車　8－1　西濃運輸
ヤマハ　1－0　三菱自動車岡崎
トヨタ自動車、西濃運輸、ホンダ鈴鹿、ヤマハ、三菱自動車岡崎、JR東海が本戦出場

## 北信越地区

### 長野県1次予選
- クラブ予選

佐久コスモスターズ硬式野球クラブ　8－2　長野好球倶楽部
- 1回戦

フェデックス　6－3　佐久コスモスターズ硬式野球クラブ
TDK千曲川　1－0　NTT信越硬式野球クラブ
- 敗者復活戦

NTT信越硬式野球クラブ　11－0　佐久コスモスターズ硬式野球クラブ
- 第1代表決定戦

TDK千曲川　9－1　フェデックス
- 第2代表決定戦

NTT信越硬式野球クラブ　5－4　フェデックス
TDK千曲川、NTT信越硬式野球クラブが北信越2次予選に進出

### 新潟県1次予選
- 1回戦

ファイティング・スピリット　（不戦勝）　オール飯豊
野田サンダーズ　（不戦勝）　両津リバティスター
日本ベースボールセキュリティ専門学校　（不戦勝）　オール東
佐渡軍団　8－5　にいがたK・D
バイタルネット　15－6　新発田中央クラブ
オール長岡　12－1　新潟国際情報大学ブルーナビッツ
- 2回戦

野田サンダーズ　4‐0　ファイティング・スピリット
日本ベースボールセキュリティ専門学校　3－0　佐渡軍団
バイタルネット　15－0　オール長岡
- 代表決定リーグ

第1戦　野田サンダーズ　12‐2　日本ベースボールセキュリティ専門学校
第2戦　バイタルネット　23－0　野田サンダーズ
第3戦　バイタルネット　9－2　日本ベースボールセキュリティ専門学校
バイタルネット、野田サンダーズが北信越2次予選に進出

### 富山・石川県1次予選
- リーグ戦

第1戦　富山ベースボールクラブ　5‐2　伏木海陸運送
第2戦　富山ベースボールクラブ　4－2　Hard Ball Club 金沢
第3戦　伏木海陸運送　13－2　Hard Ball Club 金沢
富山ベースボールクラブ、伏木海陸運送が北信越2次予選に進出

### 北信越2次予選
- 予選Aリーグ

第1戦　富山ベースボールクラブ　2‐0　バイタルネット
第2戦　富山ベースボールクラブ　5－2　野田サンダーズ
第3戦　バイタルネット　17－0　野田サンダーズ
（予選結果　1位：富山ベースボールクラブ（2勝）、2位：バイタルネット（1勝1敗）、3位：野田サンダーズ（2敗））
- 予選Bリーグ

第1戦　TDK千曲川　4－2　伏木海陸運送
第2戦　NTT信越硬式野球クラブ　17－1　TDK千曲川
第3戦　伏木海陸運送　2－0　NTT信越硬式野球クラブ
（予選結果　1位：NTT信越硬式野球クラブ（1勝1敗）、2位：伏木海陸運送（1勝1敗）、3位：TDK千曲川（1勝1敗））
（順位は得失点差の順で決定）
- 決勝トーナメント準決勝

伏木海陸運送　4‐2　富山ベースボールクラブ
バイタルネット　4－2　NTT信越硬式野球クラブ
- 代表決定戦

伏木海陸運送　7－5　バイタルネット　（延長10回）
伏木海陸運送が本戦出場

## 京滋奈地区

### 滋賀県1次予選
- 1回戦

OBC高島　32‐2　近江八幡野球クラブ
- 準決勝

甲賀健康医療専門学校　8‐0　瀬田クラブ
全大津野球団　4－3　OBC高島
- 決勝（代表決定戦）

甲賀健康医療専門学校　5‐4　全大津野球団
甲賀健康医療専門学校が京滋奈2次予選に進出

### 京都府1次予選
- クラブ1回戦

京都ファイアーバーズ　10－2　京都球友クラブ
Ritsベースボールクラブ　16－3　東山高OBクラブ
京都フルカウンツ　6－1　鴨沂クラブ
- クラブ代表決定戦

京都ファイアーバーズ　5－1　Ritsベースボールクラブ
東宇治クラブ　3－2　京都フルカウンツ
- 1回戦

島津製作所　7－1　京都ファイアーバーズ
- 2回戦

日本新薬　9－0　東宇治クラブ
ニチダイ　11－1　島津製作所
- 敗者復活1回戦

京都ファイアーバーズ　13－0　東宇治クラブ
- 敗者復活2回戦

京都ファイアーバーズ　11－2　島津製作所
- 第1代表決定戦

ニチダイ　4－0　日本新薬
- 第2代表決定戦

日本新薬　7－6　京都ファイアーバーズ
ニチダイ、日本新薬が京滋奈2次予選に進出

### 奈良県1次予選
- 1回戦

一城クラブ　5－1　GSG斑鳩
奈良産業大学OBクラブ　7－6　帝塚山大学OBクラブ
- 2回戦

一城クラブ　11－3　NARA Ambitions Club
大和高田クラブ　21－3　奈良産業大学OBクラブ
- 敗者復活1回戦

奈良産業大学OBクラブ　14－13　GSG斑鳩
NARA Ambitions Club　12－2　帝塚山大学OBクラブ
- 敗者復活2回戦

奈良産業大学OBクラブ　4－1　NARA Ambitions Club
- 3回戦

大和高田クラブ　6－4　一城クラブ
- 敗者復活3回戦

一城クラブ　8－2　奈良産業大学OBクラブ
- 代表決定戦（敗者復活チームは2勝が必要）

大和高田クラブ　9－1　一城クラブ
大和高田クラブが京滋奈2次予選に進出

### 京滋奈2次予選
- 代表決定リーグ戦

第1戦　ニチダイ　7－1　日本新薬
第2戦　大和高田クラブ　7－0　甲賀健康医療専門学校
第3戦　ニチダイ　5－1　甲賀健康医療専門学校
第4戦　日本新薬　7－0　大和高田クラブ
第5戦　日本新薬　7－0　甲賀健康医療専門学校
第6戦　ニチダイ　6－0　大和高田クラブ
（最終結果　1位：ニチダイ（3勝）、2位：日本新薬（2勝1敗）、3位：大和高田クラブ（1勝2敗）、4位：甲賀健康医療専門学校（3敗））
ニチダイが本戦出場、日本新薬は近畿2次予選に進出

## 阪和地区

### 1次予選
- 1回戦

大阪ウイング硬式野球クラブ　4－2　大阪ペーシェンスクラブ
泉州大阪野球団　2－0　履正社学園
中山硬式野球クラブ　3－2　八尾ベースボールクラブ
和歌山箕島球友会　16－1　関電グループ硬式野球クラブ
- 準決勝（代表決定戦）

中山硬式野球クラブ　5－3　大阪ウイング硬式野球クラブ
和歌山箕島球友会　6－2　泉州大阪野球団
- 決勝

和歌山箕島球友会　12－5　中山硬式野球クラブ
和歌山箕島球友会、中山硬式野球クラブが2次予選に進出

### 2次予選
- 1回戦

日本生命　13－4　和歌山箕島球友会
松下電器　7－1　NOMOベースボールクラブ
大阪ガス　8－2　デュプロ
NTT西日本　4－0　中山硬式野球クラブ
- 敗者復活1回戦

NOMOベースボールクラブ　2－1　和歌山箕島球友会
デュプロ　4－1　中山硬式野球クラブ
- 準決勝

松下電器　1－0　日本生命
大阪ガス　3－2　NTT西日本
- 敗者復活2回戦

日本生命　6－1　デュプロ
NTT西日本　4－2　NOMOベースボールクラブ
- 敗者復活3回戦

日本生命　7－4　NTT西日本
- 第1代表決定戦

松下電器　6－3　大阪ガス
- 第2代表決定戦

大阪ガス　4－2　日本生命
- 第3代表決定戦

日本生命　5－2　NTT西日本
松下電器、大阪ガス、日本生命が本戦出場、NTT西日本は近畿2次予選に進出

## 兵庫地区
- 1回戦

新日鐵広畑　15－5　阪神ベースボールクラブ
関西爽球会　14－4　神戸レールスターズ
三菱重工神戸　26－0　関西メディカルスポーツ学院
- 敗者復活1回戦

阪神ベースボールクラブ　33－0　神戸レールスターズ
- 2回戦

新日鐵広畑　12－2　関西爽球会
三菱重工神戸　11－1　全播磨硬式野球団
- 敗者復活2回戦

阪神ベースボールクラブ　6－3　関西メディカルスポーツ学院
全播磨硬式野球団　11－0　関西爽球会
- 敗者復活3回戦

阪神ベースボールクラブ　3－0　全播磨硬式野球団
- 代表決定戦

新日鐵広畑　11－2　三菱重工神戸
- 近畿2次予選代表決定戦

三菱重工神戸　5－2　阪神ベースボールクラブ
新日鐵広畑が本戦出場、三菱重工神戸は近畿2次予選に進出

## 近畿地区
- 代表決定リーグ戦

第1戦　日本新薬　5－3　NTT西日本
第2戦　三菱重工神戸　1－0　NTT西日本
第3戦　日本新薬　3－2　三菱重工神戸　（延長10回）
（1位：日本新薬（2勝）、2位：三菱重工神戸（1勝1敗）、3位：NTT西日本（2敗））
日本新薬が本戦出場

## 中国地区

### 岡山・鳥取県1次予選
- 1回戦

倉敷オーシャンズ　6－1　倉敷ピーチジャックス
鳥取キタロウズ　2－1　柵原クラブ
- 決勝（代表決定戦）

倉敷オーシャンズ　8－1　鳥取キタロウズ
倉敷オーシャンズは中国2次予選に進出

### 広島県1次予選
- 1回戦

三菱三原硬式野球クラブ　8－0　広島ウェルネススポーツ学院
リアルプロフェッショナルクラブ広島　4－1　広島鯉城クラブ
広島医療体育学院専門学校　4－0　MSHアカデミー
- 2回戦（代表決定戦）

伯和ビクトリーズ　5－4　三菱三原硬式野球クラブ
リアルプロフェッショナルクラブ広島　1－0　ワイテック
三菱重工広島　10－0　広島医療体育学院専門学校
常石鉄工　7－3　JFE西日本
- 敗者復活1回戦

広島ウェルネススポーツ学院　5－3　広島鯉城クラブ
三菱三原硬式野球クラブ　7－2　MSHアカデミー
ワイテック　2－1　広島医療体育学院専門学校
- 敗者復活2回戦（代表決定戦）

JFE西日本　10－1　広島ウェルネススポーツ学院
三菱三原硬式野球クラブ　9－5　ワイテック
- 準決勝

伯和ビクトリーズ　16－2　リアルプロフェッショナルクラブ広島
三菱重工広島　8－1　常石鉄工
- 決勝

三菱重工広島　10－4　伯和ビクトリーズ
三菱重工広島、伯和ビクトリーズ、リアルプロフェッショナルクラブ広島、常石鉄工、JFE西日本、三菱三原硬式野球クラブが中国2次予選に進出

### 山口県1次予選
- リーグ戦

第1戦　航空自衛隊防府クラブ　9－2　海上自衛隊岩国クラブ
第2戦　航空自衛隊防府クラブ　5－4　岩国五橋クラブ
第3戦　岩国五橋クラブ　10－0　海上自衛隊岩国クラブ
（海上自衛隊岩国クラブが脱落）
- 準決勝

山口きららマウントG　7－4　岩国五橋クラブ
光シーガルズ　14－2　航空自衛隊防府クラブ
- 決勝（代表決定戦）

光シーガルズ　6－0　山口きららマウントG
光シーガルズが中国2次予選に進出

### 中国2次予選
- 予選Aリーグ

第1戦　光シーガルズ　3－2　常石鉄工
第2戦　三菱重工広島　6－0　リアルプロフェッショナルクラブ広島
第3戦　三菱重工広島　8－0　光シーガルズ
第4戦　光シーガルズ　8－0　リアルプロフェッショナルクラブ広島
第5戦　三菱重工広島　14－3　常石鉄工
第6戦　常石鉄工　6－5　リアルプロフェッショナルクラブ広島
（予選結果　1位：三菱重工広島（3勝）、2位：光シーガルズ（2勝1敗）、3位：常石鉄工（1勝2敗）、4位：リアルプロフェッショナルクラブ広島（3敗））
- 予選Eリーグ

第1戦　JFE西日本　7－5　伯和ビクトリーズ
第2戦　伯和ビクトリーズ　8－3　三菱三原硬式野球クラブ
第3戦　倉敷オーシャンズ　7－3　JFE西日本
第4戦　倉敷オーシャンズ　4－1　三菱三原硬式野球クラブ
第5戦　伯和ビクトリーズ　6－2　倉敷オーシャンズ
第6戦　JFE西日本　8－7　三菱三原硬式野球クラブ
（予選結果　1位：倉敷オーシャンズ（2勝1敗）、2位：伯和ビクトリーズ（2勝1敗）、3位・JFE西日本（2勝1敗）、4位・三菱三原硬式野球クラブ（3敗））
（1位～3位は総失点順で決定）
- 決勝トーナメント1回戦

三菱重工広島　9－2　伯和ビクトリーズ
倉敷オーシャンズ　7－6　光シーガルズ
- 敗者復活1回戦

伯和ビクトリーズ　9－2　光シーガルズ
- 第1代表決定戦

三菱重工広島　4－0　倉敷オーシャンズ
- 第2代表決定戦

伯和ビクトリーズ　5－4　倉敷オーシャンズ
三菱重工広島、伯和ビクトリーズが本戦出場

## 四国地区

### 1次予選
- リーグ戦

第1戦　徳島野球倶楽部　3－0　アークバリアドリームクラブ
第2戦　四国銀行　7－2　松山フェニックス
第3戦　JR四国　11－1　アークバリアドリームクラブ
第4戦　四国銀行　6－2　徳島野球倶楽部
第5戦　JR四国　3－2　松山フェニックス
第6戦　四国銀行　16－0　アークバリアドリームクラブ
第7戦　松山フェニックス　13－6　アークバリアドリームクラブ
第8戦　JR四国　2－0　徳島野球倶楽部
第9戦　松山フェニックス　13－1　徳島野球倶楽部
第10戦　四国銀行　1－0　JR四国
（予選結果　1位：四国銀行、2位：JR四国、3位：松山フェニックス、4位：徳島野球倶楽部、5位：アークバリアドリームクラブ）
四国銀行、JR四国、松山フェニックス、徳島野球倶楽部が2次予選進出

### 2次予選
ページシステム方式により実施
- 準決勝（敗者は3位決定戦に出場）

JR四国　2－1　四国銀行
- 4位決定戦（勝者は3位決定戦に進出）

松山フェニックス　5－0　徳島野球倶楽部
- 3位決定戦（勝者は代表決定戦に進出）

四国銀行　1－0　松山フェニックス
- 代表決定戦

JR四国　5－2　四国銀行
JR四国が本戦出場

## 九州地区

### 福岡県1次予選
- 1回戦

九州三菱自動車　10－2　沖データ・コンピュータ教育学院
日産自動車九州　13－8　JR九州
- 準決勝

九州三菱自動車　13－0　福岡ブラッサムズ
日産自動車九州　10－0　福岡ベースボールクラブ
- 決勝

九州三菱自動車　2－1　日産自動車九州
全チームが九州2次予選に進出

### 大分県1次予選
- リーグ戦

第1戦　新日鐵大分硬式野球同好会　13－2　大分ソーリンズ野球倶楽部
第2戦　九州総合スポーツカレッジ　8－2　新日鐵大分硬式野球同好会
第3戦　九州総合スポーツカレッジ　7－5　大分ソーリンズ野球倶楽部
全チームが九州2次予選に進出

### 長崎県1次予選
- 対抗戦

三菱重工長崎　18－0　佐世保ドリームスターズ
両チームとも九州2次予選に進出

### 熊本県1次予選
- 1回戦

熊本ゴールデンラークス　7－0　IEC九州国際カレッジ専門学校
- 決勝

ホンダ熊本　6－5　熊本ゴールデンラークス
全チームが九州2次予選に進出

### 沖縄県1次予選
- 1回戦

沖縄スポルト　8－6　てるクリニック硬式野球クラブ
- 2回戦

（雨天中止）
全チーム（沖縄電力、沖縄スポルト、てるクリニック硬式野球クラブ）が九州2次予選に進出

### 九州2次予選
- 1回戦

梅田学園ベースボールクラブ宮崎　11－0　IEC九州国際カレッジ専門学校
鹿児島ホワイトウェーブ　3－2　福岡ブラッサムズ
沖データ・コンピュータ教育学院　3－0　沖縄スポルト
- 2回戦

JR九州　12－0　大分ソーリンズ野球倶楽部
九州三菱自動車　5－3　熊本ゴールデンラークス
日産自動車九州　9－0　佐世保ドリームスターズ
沖データ・コンピュータ教育学院　6－2　福岡ベースボールクラブ
ホンダ熊本　14－2　新日鐵大分硬式野球同好会
沖縄電力　10－4　梅田学園ベースボールクラブ宮崎
九州総合スポーツカレッジ　4－0　鹿児島ホワイトウェーブ
三菱重工長崎　10－3　てるクリニック硬式野球クラブ
- 準々決勝

沖縄電力　2－1　九州三菱自動車
三菱重工長崎　11－0　九州総合スポーツカレッジ
JR九州　4－1　沖データ・コンピュータ教育学院
日産自動車九州　6－1　ホンダ熊本
- 敗者復活1回戦

九州三菱自動車　7－0　沖データ・コンピュータ教育学院
ホンダ熊本　8－2　九州総合スポーツカレッジ
- 準決勝

JR九州　5－1　日産自動車九州
三菱重工長崎　7－3　沖縄電力
- 敗者復活2回戦

沖縄電力　2－1　九州三菱自動車
ホンダ熊本　2－1　日産自動車九州
- 敗者復活3回戦

ホンダ熊本　5－1　沖縄電力
- 第1代表決定戦

JR九州　3－0　三菱重工長崎
- 第2代表決定戦

三菱重工長崎　6－1　ホンダ熊本
JR九州、三菱重工長崎が本戦出場